# St. Emmeram (Rohr)

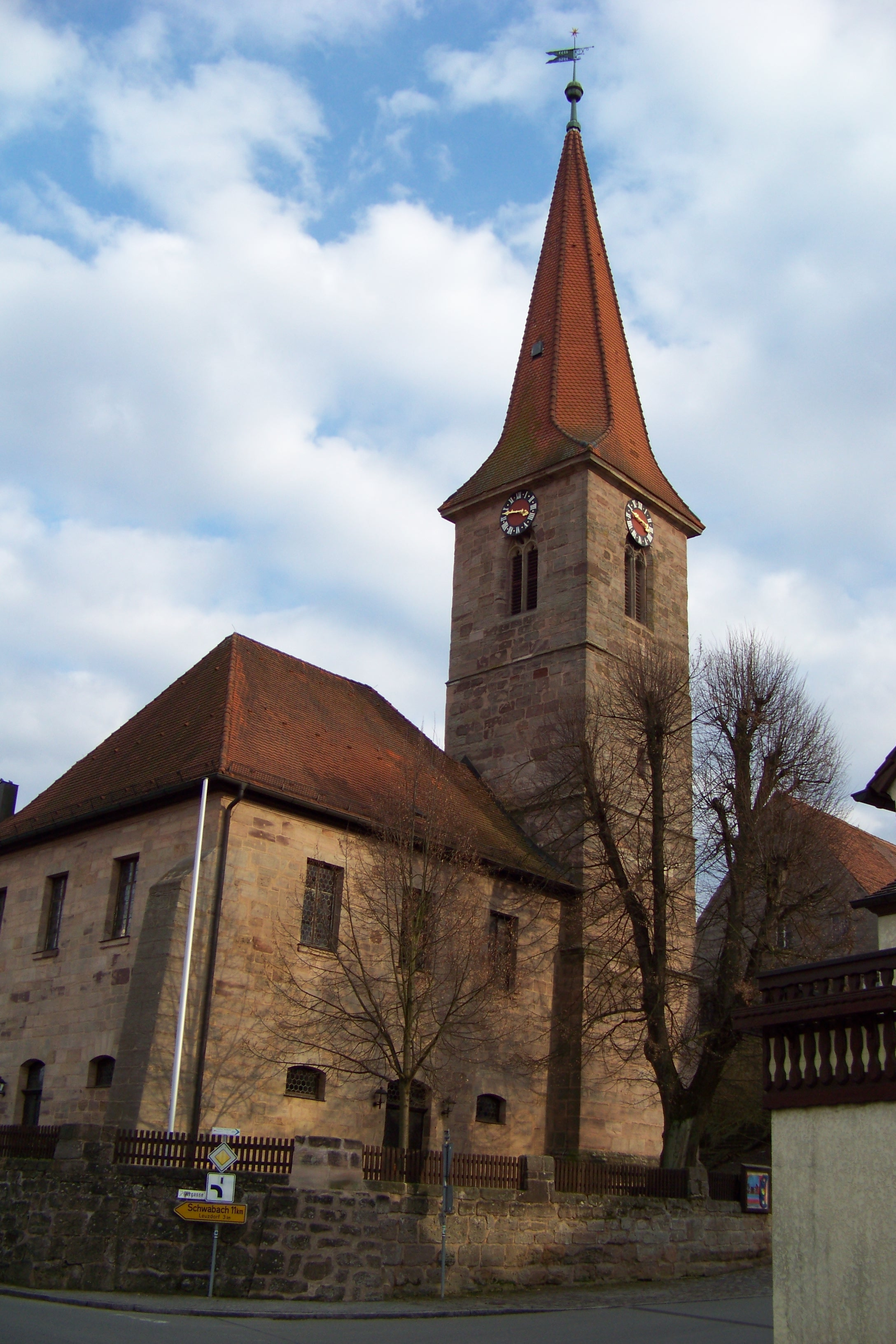
St.-Emmeram-Kirche Rohr

Die St.-Emmeram-Kirche in Rohr im mittelfränkischen Landkreis Roth ist eine evangelisch-lutherische Kirche. Sie ist dem Heiligen Emmeram von Regensburg gewidmet und gehört zum Evangelisch-Lutherischen Dekanat Schwabach in der Evangelisch-Lutherischen Kirche in Bayern. Die Adresse der Kirche lautet Pfarrgasse 2. Die Kirche befindet sich südlich von Buchschwabach im grünen Tal der Schwabach und ist durch ihren hohen Turm schon von Weitem erkennbar. Das Gebäude erstreckt sich in West-Ost-Richtung parallel zur Pfarrgasse und öffnet ihr Westportal zu einem kleinen Platz, der in die Alte Gasse führt. Das ummauerte Kirchenareal liegt auf einer vorgeschobenen Talzunge und wird durch eine siebenstufige Freitreppe westlich der Kirche überwunden. Die erhöhte Position der Kirche erklärt sich durch die Notwendigkeit eines festen Fundaments im leicht felsigen Boden sowie den Schutz vor dem sumpfigen Gelände der Au. Im Osten schließt sich das Pfarrhaus aus Fachwerk an.

## Geschichte und Architektur
Die Kirche hat eine Geschichte, die bis ins 8. Jahrhundert zurückreicht, möglicherweise bis in die Zeit Karls des Großen. Ursprünglich als strategischer Stützpunkt gegründet, wurde sie im 9. Jahrhundert zur Pfarrei und gehörte zur Schwabacher Mark des Klosters St. Emmeram in Regensburg. Der Schutzpatron der Kirche ist der hl. Emmeram, dessen Kanonisierung im 8. Jahrhundert stattfand.
Im Laufe der Jahrhunderte unterlag die Kirche verschiedenen Veränderungen, darunter Renovierungen im 15. und 16. Jahrhundert sowie Umbauten im 17. Jahrhundert im Markgrafenstil. Während des Dreißigjährigen Krieges erlitt die Kirche schwere Schäden, wurde jedoch nach dem Krieg wieder aufgebaut. Im 19. Jahrhundert und später wurden verschiedene Sanierungsmaßnahmen durchgeführt, darunter die Trockenlegung der Kirche im Jahr 1857 und umfangreiche Renovierungen im Jahr 1912. Die Kirche erhielt auch eine Orgel im Jahr 1682 und erlebte im 18. Jahrhundert eine Barockisierung mit dem Bau von Kanzel und Hochaltar.

## Ausstattung
Die St.-Emmeram-Kirche zeichnet sich durch ein einladendes und festlich elegantes Inneres aus. Hochsitzende Fenster sorgen für eine gleichmäßige Ausleuchtung des Raumes, der besonders an sonnigen Nachmittagen in warmem Glanz erstrahlt. Das quadratische, weiße Langhaus mit flacher Decke öffnet sich im Osten zum rippengewölbten Chor, der um eine Stufe erhöht ist und in einem polygonalen Presbyterium endet.
Eine prägnante Gliederung der Gewölbeschale im Chor wird durch gratige Rippen erreicht, die an plastisch herausgearbeiteten Köpfen an den Chorflanken und polygonalen Konsolen in der Apsis entspringen. Ein großer Spitzbogen verbindet Chor und Langhaus, überbrückt von einer im Jahr 1697 erbauten Holzempore. Die längsrechteckige, kreuzgratgewölbte Sakristei aus dem 12. Jahrhundert ist im Winkel zwischen Langhaus und Chor eingefügt.
Der im Jahr 1715 geschaffene Hochaltar zeigt in gedämpften Erdfarben die Stadt Jerusalem als Altarblatt, umrahmt von einer plastischen Kreuzigungsgruppe. Die Predella präsentiert die Abendmahlsszene, während Gottvater in einer Wolkenglorie den Altaraufzug krönt. Die Kanzel von 1696 wurde von Gottfried Bärndt angefertigt und zeigt fein gearbeitete Blütenfestons, gedrehte Säulchen und vergoldeten Akanthuszierat. Der Taufstein und der 16-armige Kronleuchter wurden 1912 gestiftet.
Die derzeitige Orgel stammt aus dem Jahr 1989 und wurde von dem Orgelbauer Hey aus Urspringen in der Rhön geschaffen. Er verwendete dazu aber das schlichte Rokoko-Prospekt aus dem Jahr 1749, sodass auch die Orgel zum stimmungsvollen Inneren beiträgt.
An der Südwand ziert ein 21-teiliges Wappen der Brandenburg-Ansbacher Markgrafen das Langhaus. Epitaphien an der Südseite der Kirche würdigen verschiedene Persönlichkeiten, darunter Pfarrer und Mitglieder der Kirchmaier-Familie, die im 18. und 19. Jahrhundert lebten.